# Watertoren (Domburg)
De watertoren in Domburg, in de Nederlandse provincie Zeeland, is ontworpen door Hendrik Sangster en in 1933 gebouwd in opdracht van het waterleidingbedrijf van de gemeente Domburg. De toren is 28,5 m hoog en heeft een opslagcapaciteit van 200 m³.
De gemeente Domburg kocht het drinkwater in bij het Gemeentelijk Waterleidingbedrijf van Middelburg, die in het huidige natuurgebied Oranjezon een waterwingebied exploiteerde. Aan de Noordweg tussen Serooskerke en Vrouwenpolder werd het voor Domburg bestemde water afgezonderd in een reservoir en via een pompstation naar de watertoren in Domburg getransporteerd. De watertoren zette de druk op het water in de leidingen naar de huisaansluitingen.
De toren is een rijksmonument en is niet te bezoeken. Het ligt thans midden in het natuurmonument De Manteling van Walcheren. Er is geen voor derden begaanbare weg naartoe. In de Tweede Wereldoorlog werd de toren flink beschadigd. De gedichte gaten zijn nog steeds duidelijk zichtbaar. De kleur van het bovenstuk is afkomstig van de geoxideerde koperen dakplaten. De toren is particulier eigendom en is volledig gerenoveerd. De koperen dakplaten zijn vernieuwd en er zijn enkele ramen toegevoegd. De watertoren dient momenteel als appartement.
Anna Jacobapolder ·
Axel ·
Borssele ·
Domburg ·
Goes
('s Gravenpolderseweg ·
van Hertumweg) ·
Haamstede ·
Middelburg ·
Oost-Souburg ·
Oostburg
(Oude ·
Nieuwe) ·
Scherpenisse ·
Sint Philipsland ·
Terneuzen ·
Vlissingen ·
Zierikzee